# Все про Мойсея
Все про Мойсея (англ. Wholly Moses!) — американська кінокомедія 1980 року.

## Сюжет
Гарві і Зої, два туриста, які подорожують по Ізраїлю, знаходять старовинний сувій з описом життя Гершеля — людини, дуже схожого на Мойсея. Кілька інших біблійних історій — про Лоті і його дружину, Давида і Голіафа, про чудеса Ісуса — також пародіюються в цій історії життя Людини, що намагається слідувати по шляху до Бога, але завжди примудряється заблукати.

## У ролях
| Актор              | Роль                  |
| ------------------ | --------------------- |
| Дадлі Мур          | Гарві Орхід / Гершель |
| Лорейн Ньюмен      | Зої / Зерельда        |
| Джеймс Коко        | иссоп                 |
| Пол Сенд           | Ангел Божий           |
| Джек Гілфорд       | кравець               |
| Дом ДеЛуїс         | Седрах                |
| Джон Хаусман       | архангел              |
| Медлін Кан         | відьма                |
| Девід Л. Лендер    | жебрак                |
| Річард Прайор      | фараон                |
| Джон Ріттер        | сатана                |
| Річард Б. Шалл     | Джетро                |
| Таня Бойд          | принцеса              |
| Вільям Вотсон      | бандит                |
| Сем Вайсман        | координатор           |
| Джеффрі Жаке       | молодий фараон        |
| Говард Манн        | первосвященик         |
| Чарльз Томас Мерфі | екскурсовод           |
| Хеп Лоуренс        | сліпий                |
| Девід Мерфі        | підліток              |